# Danses de Marosszék
Les Danses de Marosszék (hongrois : Marosszéki táncok) est une large composition pour piano de Zoltán Kodály. Initialement prévues pour l'orchestre à la suite d'une commande pour le cinquantième anniversaire de la réunification de Buda et Pest, ces danses sont composées pour piano en 1927 pour ne pas faire double emploi avec la Suite de danses de Bartók écrites dans le même contexte. Elles furent néanmoins orchestrées en 1930 et créées à Dresde le 13 novembre 1930. Ces Danses de Marosszék ont été aussi données sous forme de ballet.

## Analyse de l'œuvre
L'ouvrage est structuré d'après la forme rondo avec trois couplets et trois refrains, la thématique empruntée au folklore de Transylvanie. le thème-refrain est repris comme interlude mais à chaque fois dans une couleur instrumentale différente.
La durée d'exécution est d'onze minutes.